# DeSoto Deluxe
De DeSoto Deluxe was een automodel van het Amerikaanse DeSoto uit 1946. De Deluxe was het instapmodel van het merk en werd gebouwd als 2-deur coupé en 4-deur sedan. Erboven stond de duurdere DeSoto Custom. In 1953 werd het model vervangen door de DeSoto Powermaster. Een variant van de Deluxe met verlengde wielbasis was beschikbaar als DeSoto Suburban.
De Deluxe en de Custom deelden dezelfde motor: een 3,9 liter 6-in-lijnmotor van 109 pk van moederconcern Chrysler. Van 1946 tot 1949 droeg de Deluxe een vooroorlogse carrosserie. Midden 1949 verscheen een geheel nieuwe carrosserie. Het nieuwe model wordt de Tweede Serie genoemd.